# Pfarrkirche St. Pölten-Spratzern

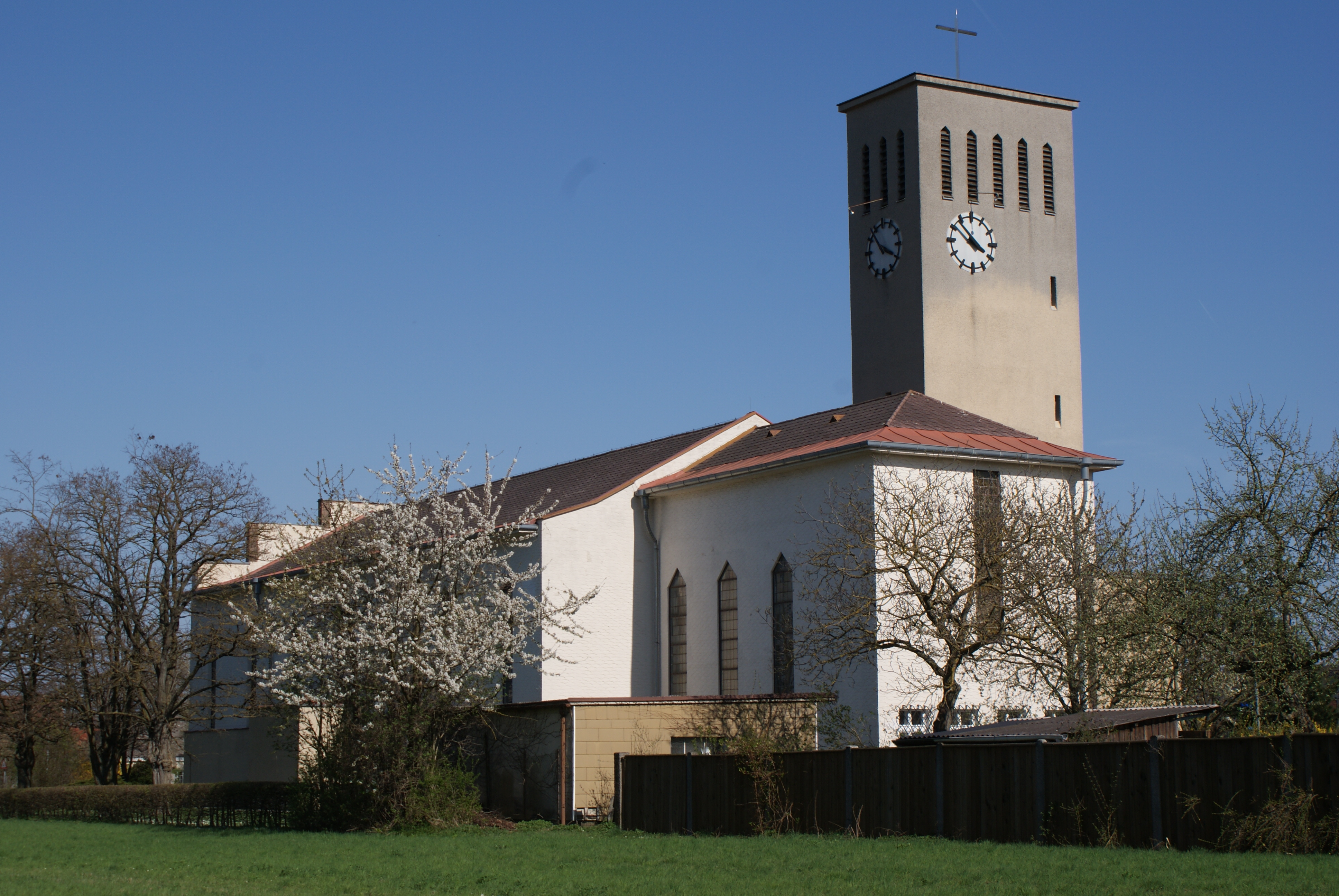
Pfarrkirche Spratzern

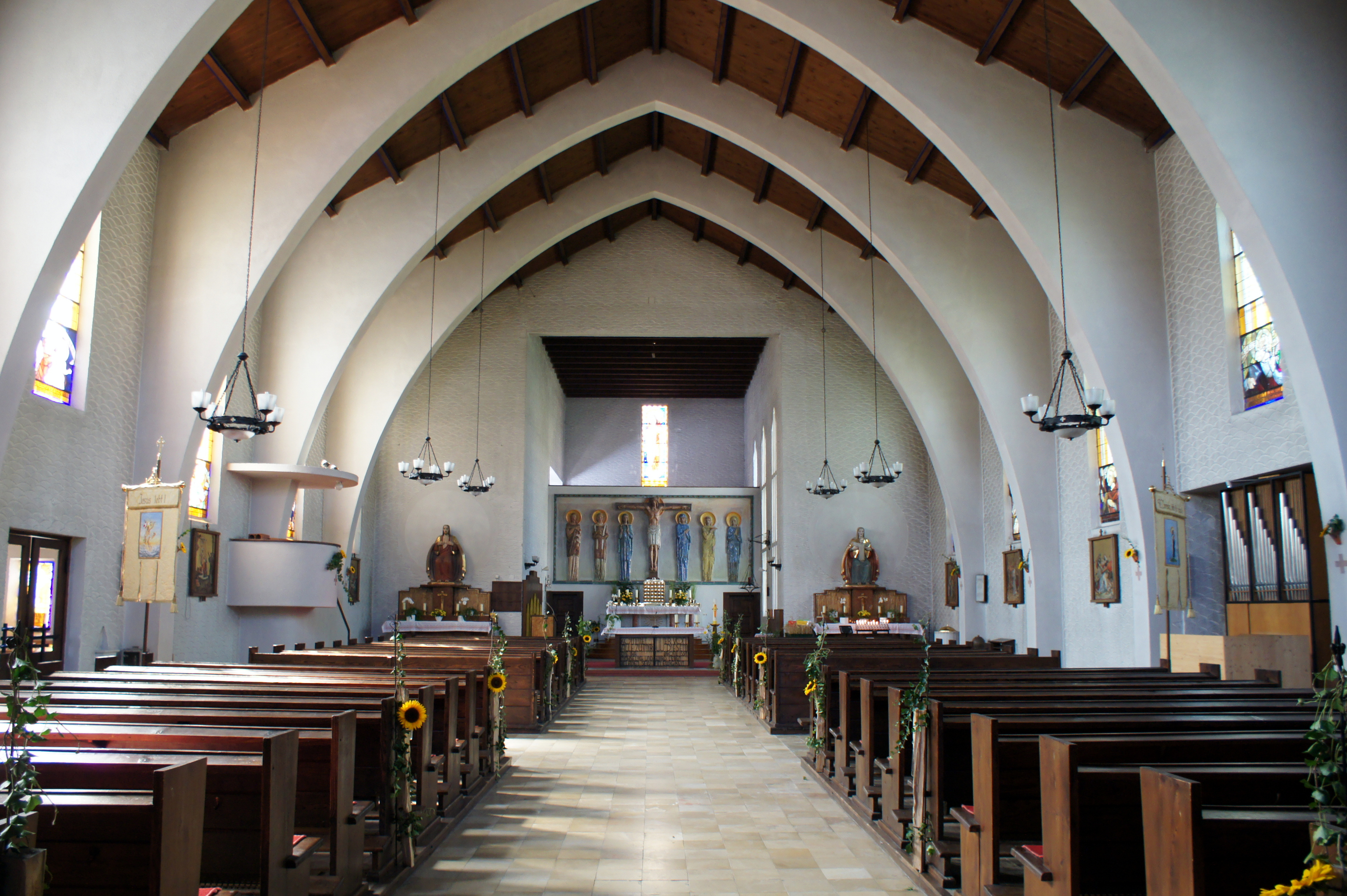
Innenraum

Die Pfarrkirche Spratzern steht im Stadtteil Spratzern in der Stadt St. Pölten in Niederösterreich. Die römisch-katholische Pfarrkirche hl. Therese von Lisieux gehört zum Dekanat St. Pölten in der Diözese St. Pölten. Die Kirche steht unter Denkmalschutz.

## Geschichte
Aufgrund des starken Bevölkerungswachstums wurde 1931 beschlossen, zusätzlich zur Mariahilfkapelle eine eigene Pfarre einzurichten. Den Architektenwettbewerb für die neue Pfarrkirche entschieden Hans Zita und Otto Schottenberger für sich, der Bau konnte schon im Juli 1932 fertiggestellt werden. Die Kirche wird mit ihren klaren Linien dem Stil Neue Sachlichkeit zugerechnet.